# Římskokatolická farnost Velký Šenov
Římskokatolická farnost Velký Šenov (lat. Schoenavia) je církevní správní jednotka sdružující římské katolíky na území města Velký Šenov a v jeho okolí. Organizačně spadá do děčínského vikariátu, který je jedním z 10 vikariátů litoměřické diecéze. Centrem farnosti je kostel svatého Bartoloměje ve Velkém Šenově.

## Historie farnosti
Letopočet založení původní středověké farnosti, která zanikla, není znám. Farnost byla kanonicky znovu zřízena od roku 1782. Do té doby území farnosti spadalo pod farnost – děkanství Lipová. Matriky jsou ve Velkém Šenově vedeny od roku 1785.

### Duchovní správcové vedoucí farnost
Začátek působnosti jmenovaného v duchovní správě farnosti od roku:
- 1782   Jos. Hesse
- 1790   Anton. Fürle, † 5. 5. 1803
- 1792   Anton. Schoen, † 29. 6. 1803
- 1803   August. Bendl, † 15. 4. 1811
- 1811   Jos. Heyne, n. 15. 7. 1769 Rumburg, o. 27. 11. 1793, † 14. 5. 1829
- 1829   Franc. Leipelt, n. 12. 5. 1795 Malschnens., o. 24. 8. 1820, † 22. 1. 1851
- 1851   Anton. Hieke, n. 21. 10. 1804 Babina, o. 2. 9. 1829, † 27. 3. 1865
- 1865   David Hentschel, n. 13. 10. 1828 Neudörfel, o. 25. 7. 1852, † 22. 3. 1903
- 1903   Ign. Donath, n. 24. 11. 1853 Schoenfeld (Sax.), o. 24. 8. 1882, † 24. 2. 1924
- 1907   Franc. Heger, n. 19. 12. 1821 Pahlet, o. 25. 7. 1846, † 9. 9. 1917
- 1917   par. vacat, admin. interc. Clemens Schregel
- 1919	  Jos. Walter, n. 7. 8. 1880 Gebirgsneudorf, o. 12. 7. 1903, † 10. 3. 1940
- 1. 12. 1940  Jos. Mühlbauer, n. 11. 3. 1905 Sternhof, o. 29. 6. 1930, † 26. 4. 1964
- 6. 11. 1946   Joann. Keil
- 1. 8.  1947    Stanislav Havlas
- 13. 9. 1950  Karel Mimberg
- 1. 3.  1952    František Půlpán
- 10. 2. 1955   Rudolf Posselt
- 1. 8.  1955    Klement Ruisl
- 1. 9.  1957    Josef Bouček
- 8. 11. 1961   Ferdinand Mánek
- 1. 9.  1971    Josef Altman
- 1. 8.  1975   Jaroslav Vyterna
- 1. 11. 1992   Štefan Bednár O.T.
- 1. 8.  1994  Václav Horniak SVD
- 1. 8.  1994   Jan Koczy
- 1. 7.  1996    Petr Sledz SVD
- 1. 8.  1998  Václav Horniak SVD
- 1. 7.  1999  Jiří Sucharda, admin. exc. ze Šluknova
- 15. 11. 2003  Pavel Procházka, admin. exc. ze Šluknova[3]

Kromě kněží stojících v čele farnosti, působili ve farnosti v průběhu její historie i jiní kněží. Většinou pracovali jako farní vikáři, kaplani, katecheti, výpomocní duchovní aj.

## Území farnosti
Do farnosti náleží území obce:
- Dolina (Franzthal[p 2])
- Janovka (Johannesberg[p 2])
- Leopoldka (Leopoldsruh[p 2])
- Malý Šenov (Klein Schönau[p 2])
- Staré Hraběcí (Alt Grafenwalde[p 2])
- Velký Šenov (Gross Schönau[p 2])
- Vilémov (Wölmsdorf[p 2])

## Římskokatolické sakrální stavby na území farnosti
| | Fotografie | Stavba                         | Místo         | Bohoslužby                      | Zeměpisné souřadnice             | Status                  | Číslo kulturní památky           |
| Kostely | Kostely    | Kostely                        | Kostely       | Kostely                         | Kostely                          | Kostely                 | Kostely                          |
| --- | ---------- | ------------------------------ | ------------- | ------------------------------- | -------------------------------- | ----------------------- | -------------------------------- |
| 1. |            | Kostel svatého Bartoloměje     | Velký Šenov   | bližší informace o bohoslužbách | 50°59′28″ s. š., 14°22′37″ v. d. | farní kostel            | 50183/5-5872 (Pk•MIS•Sez•Obr•WD) |
| 2. |            | Kostel Nanebevzetí Panny Marie | Vilémov       | bližší informace o bohoslužbách | 50°59′20″ s. š., 14°19′46″ v. d. | filiální kostel         | 14619/5-4074 (Pk•MIS•Sez•Obr•WD) |
| Kaple |            |                                |               |                                 |                                  |                         |                                  |
| 3. |            | Kaple svatého Václava          | Staré Hraběcí | bližší informace o bohoslužbách | 50°58′23″ s. š., 14°24′4″ v. d.  | kaple                   | —                                |
| 4. |            | Hřbitovní kaple                | Velký Šenov   | bohoslužby příležitostně        | 50°59′36″ s. š., 14°22′33″ v. d. | hřbitovní kaple         | —                                |
| 5. |            | Hřbitovní kaple                | Vilémov       | bohoslužby příležitostně        | 50°59′19″ s. š., 14°19′50″ v. d. | hřbitovní kaple         | —                                |
| 6. |            | Kaple Božího hrobu             | Vilémov       | bohoslužby příležitostně        | 50°59′19″ s. š., 14°19′46″ v. d. | kaple křížové cesty     | 14619/5-4074 (Pk•MIS•Sez•Obr•WD) |
| 7. |            | Kaple Panny Marie              | Vilémov       | bohoslužby příležitostně        | 50°59′20″ s. š., 14°19′45″ v. d. | výklenková kaple        | 14619/5-4074 (Pk•MIS•Sez•Obr•WD) |
| Křížové cesty |            |                                |               |                                 |                                  |                         |                                  |
| 8. |            | Křížová cesta                  | Velký Šenov   | bohoslužby příležitostně        | 50°59′58″ s. š., 14°22′36″ v. d. | křížová cesta           | —                                |
| 9. |            | Křížová cesta                  | Vilémov       | bohoslužby příležitostně        | 50°59′20″ s. š., 14°19′48″ v. d. | křížová cesta           | 14619/5-4074 (Pk•MIS•Sez•Obr•WD) |
| Zaniklé objekty |            |                                |               |                                 |                                  |                         |                                  |
| 10. |            | Kaple Panny Marie              | Velký Šenov   | nelze sloužit                   | 50°59′27″ s. š., 14°21′12″ v. d. | zbořená obecní kaple    | —                                |
| 11. |            | Kaple na Urberku               | Velký Šenov   | nelze sloužit                   | 50°59′30″ s. š., 14°22′25″ v. d. | zbořená obecní kaple    | —                                |
| 12. |            | Kaple Kalvárie                 | Velký Šenov   | nelze sloužit                   | 50°59′58″ s. š., 14°22′36″ v. d. | zbořená kaple           | —                                |
| 13. |            | Kaple Božího hrobu             | Velký Šenov   | nelze sloužit                   | 50°59′57″ s. š., 14°22′37″ v. d. | zbořená kaple           | —                                |
| 14. |            | Hřbitovní kaple u kostela      | Velký Šenov   | nelze sloužit                   | 50°59′29″ s. š., 14°22′40″ v. d. | zbořená hřbitovní kaple | —                                |
| 15. |            | Kaple svatého Jana Nepomuckého | Janovka       | nelze sloužit                   | 50°58′50″ s. š., 14°24′27″ v. d. | zbořená obecní kaple    | —                                |
| 16. |            | Kaple svatého Jana Křtitele    | Knížecí       | nelze sloužit                   | 50°58′32″ s. š., 14°24′51″ v. d. | zbořená obecní kaple    | —                                |
| Některé drobné sakrální stavby a pamětihodnosti lze dohledat zde v databázi Drobné sakrální památky Zaniklé sakrální stavby lze dohledat zde v databázi Poškozené a zničené kostely, kaple a synagogy v České republice |            |                                |               |                                 |                                  |                         |                                  |

Ve farnosti se mohou nacházet i další drobné sakrální stavby, místa římskokatolického kultu a pamětihodnosti, které neobsahuje tato tabulka.

## Příslušnost k farnímu obvodu
Z důvodu efektivity duchovní správy byl vytvořen farní obvod (kolatura) farnosti – arciděkanství Šluknov, jehož součástí je i farnost Velký Šenov, která je tak spravována excurrendo. Přehled těchto kolatur je v tabulce farních obvodů děčínského vikariátu.